# Liber de coquina

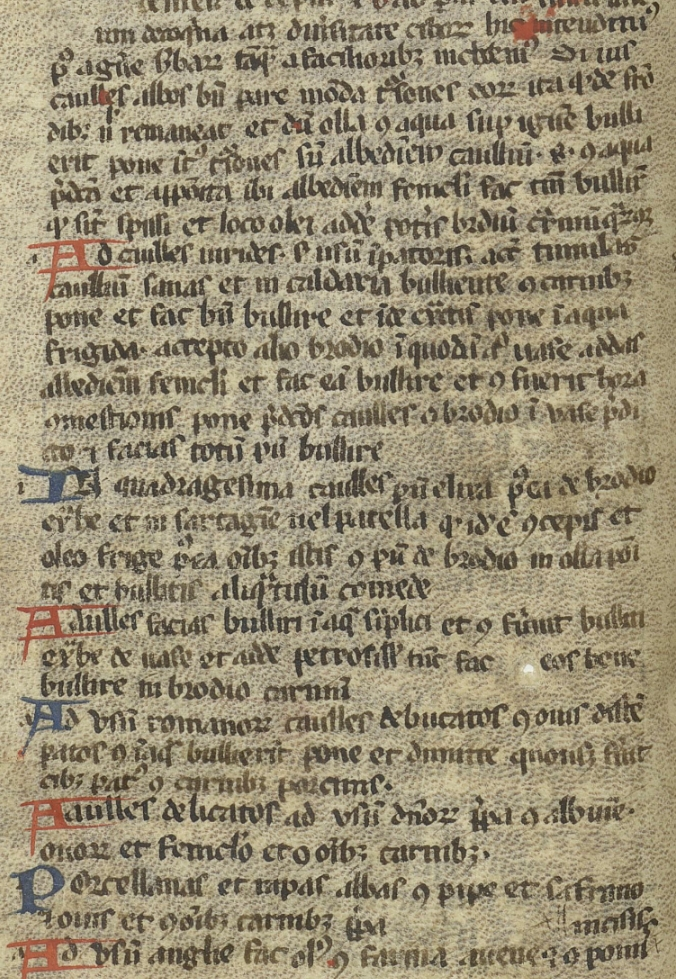
Liber de coquina

El Liber de coquina es un libro de cocina escrito de forma anónima en latín a comienzos del siglo XIV. Patrocinado por la Casa de Anjou-Sicilia, tiene su origen en el sur de Italia y es uno de los más antiguos libros de cocina medieval.

## Presentación
Su esquema de conjunto se inspira en el género de los «regímenes de salud» de la Schola Medica Salernitana, donde se dispensan las primeras nociones de dietética, oponiendo especialmente los productos de origen vegetal a los de origen animal. En el siglo XV la obra fue copiada y su índice modificado por Erhard Knab, profesor de medicina en la universidad de Heidelberg. 
El nombre de los platos evoca a menudo la fuente de las recetas: la cocina catalana con De brodis yspanico, la germánica  De brodio theutonico, la de los Capeto De sopas de pisis ad modum gallicorum, la arábigo-andaluza De limonia et de mamounia… El eclecticismo culinario continúa con el uso de ingredientes de sabores ácidos, dulces y agridulces. La blancura de la leche de almendras o manjar blanco contrasta con platos coloreados con azafrán. Utiliza tanto la manteca de cerdo como el aceite de oliva —durante la cuaresma—. La memoria de Apicio es perpetuada a través de la De troitis in pastillo —trucha con costra en masa en forma de barco—, técnica que subsiste aún hoy en el pollo en masa y el jamón con costra. La torta de lassanis y la torta parmesane son también descendientes directas del maestro romano.
Este manual, compuesto de dos partes tituladas Tractatus y Liber de coquina, se conserva en la Biblioteca Nacional de Francia.

## Manuscritos
- Manuscrito en latín N.º 7131, fol. 94R-99V, Biblioteca Nacional, París (ca. 1304-1314).
- Manuscrito en latín N.º 9328, fol. 129R-139V, Biblioteca Nacional, París (siglo XIV).